# Sukoun
Sukoun (englischer Festivaltitel Amplified) ist ein jordanisch-palästinensisch-ägyptischer Kurzfilm unter der Regie von Dina Naser aus dem Jahr 2024. Der Film feierte im Februar 2024 auf der Berlinale seine Weltpremiere in der Sektion Berlinale Generation.

## Handlung
Die junge Karatekämpferin Hind hat eine Hörbehinderung. Ihre Welt gerät ins Wanken, als sie in ihrem Trainingszentrum Opfer eines Übergriffs wird. Auf audiovisuell beeindruckende Weise erlebt das Publikum diese brüchig gewordene Weltwahrnehmung. Die Karateka macht sich auf, um ihre alte Stärke zurückzugewinnen.

## Produktion

### Filmstab
Regie führte Dina Naser.
In wichtigen Rollen sind Malak Nassar, Suhad Khatib, Nadeem Al-Rimawi und Hanna George Sakkab zu sehen.

### Dreharbeiten und Veröffentlichung
Der Film hatte im Februar 2024 auf der Berlinale seine Weltpremiere in der Sektion Berlinale Generation.

## Auszeichnungen und Nominierungen
- 2024: Internationale Filmfestspiele Berlin – Lobende Erwähnung der Kinderjury Generation Kplus